# De Heilige Barbara van Nicomedië (van Eyck)
De Heilige Barbara van Nicomedië is een gedetailleerde tekening van de Vlaamse primitief Jan van Eyck. Het werk is op de lijst gesigneerd en gedateerd in 1437. Het paneel behoort tot de collectie van het Koninklijk museum voor Schone Kunsten Antwerpen.

## Beschrijving
Het kunstwerk vertelt het verhaal van de Heilige Barbara. Het meisje werd door haar vader, een Syrische edelman, opgesloten in een versterkte toren zodat niemand haar kon zien. Toen haar vader haar wilde uithuwelijken, verzette ze zich. Om haar te overtuigen toch te huwen, mocht ze af en toe de toren verlaten. Tijdens een van haar uitstappen, bekeerde Barbara zich tot het christendom. Ze liet in de toren naast de twee bestaande raamopeningen, een derde aanbrengen ter ere van de Heilige Drievuldigheid. Omdat ze haar nieuwe geloof weigerde af te zweren, leverde haar vader Barbara uit aan de gouverneur. De gouverneur deelde haar stokslagen uit maar haar wonden genazen en verdwenen ’s nachts. Hetzelfde gebeurde een tweede maal na nieuwe folteringen. Uiteindelijk onthoofdde de vader zijn dochter.
Op het paneel bladert Barbara in een gebedenboek. In haar hand houdt ze een palmtak vast. Deze staat symbool voor haar triomf op de dood. De martelares van het christendom draagt een kleed waarvan de plooien wijd uitwaaien. Achter haar bouwen arbeiders een monumentale gotische kerktoren.

## Techniek
Van Eyck maakte gebruik van een ongewone techniek. Volgens sommigen is de tekening een voorbereiding van een schilderij. In het beeldvlak schilderde Van Eyck enkel de lucht en staakte daarna om één of andere reden zijn werk. Dit zou van De Heilige Barbara het oudste onvoltooide paneel in de schilderkunst van de Nederlanden maken. Volgens anderen is het een voltooide en op zichzelf staande tekening, omdat het werk te fijn is uitgevoerd om naderhand te worden overschilderd. Bovendien werd ook de lijst werd met een marmerimitatie beschilderd en voorzien van het opschrift "Ioh(ann)es de Eyck me fecit 1437", wat wil zeggen "Jan van Eyck heeft mij gemaakt in 1437".